# Copa de la Lliga anglesa de futbol 2021-22
La Copa de la Lliga d'Anglaterra 2021–22 va ser la temporada número 62 de la Copa de la Lliga d'Anglaterra. També coneguda com a Carabao Cup per motius de patrocini, la competició està oberta a tots els clubs que participen a la Premier League i l'English Football League. Aquesta edició va ser obtinguda pel Liverpool FC.
El Manchester City va ser el campió defensor per quarta vegada consecutiva, després de retenir el trofeu en 2021, derrotant al Tottenham Hotspur a la final al Wembley Stadium a Londres el 25 d'abril de 2021. El guanyador de la competició tenia dret a classificar-se per a la ronda de play-off de la UEFA Europa Conference League 2022–23, però a l'haver-se classificat per la Lliga de Campions a través de la lliga, la plaça passà al 7è classificat de la lliga.

## Accés
Els 92 clubs de la Premier League i l'English Football League van ingressar a la Copa EFL de la temporada. L'accés es va distribuir entre les 4 millors lligues del Sistema de lligues de futbol d'Anglaterra. Durant les dues primeres rondes, el sorteig es va regionalitzar en clubs del nord i del sud.
En la primera ronda, van participar 22 dels 24 equips de la Championship i tots els equips de la League One, i la League Two .
A la següent ronda, van entrar els dos equips restants del campionat Fulham i West Brom (que van acabar 18 i 19 respectivament a la temporada Premier League 2020-21), i els equips de la Premier League que no van participar de la Champions League, de la Europa League o de la UEFA Europa Conference League 2021–22 .
Chelsea, Leicester City, Liverpool, Manchester City, Manchester United, Tottenham Hotspur i West Ham van rebre passades per a la tercera ronda per la seva participació en competicions europees.

## Primera ronda
Un total de 70 equips van jugar la primera ronda: 24 de la League Two (nivell 4), 24 de la League One (nivell 3), i 22 de la Championship (nivell 2). El sorteig d'aquesta ronda es va dividir geogràficament en seccions “nord” i “sud”. Els equips es van esquivar contra un equip de la mateixa secció. Tots els partits estan programats per jugar-se el 9 d'agost del 2021, però, podrien traslladar-se entre el 31 de juliol i el 4 d'agost. Danny Mills i Andy Cole van realitzar el sorteig a Sky Sports News el 24 de juny de 2021.

### Zona nord
| 1 agost 2021                              | Sheffield Wednesday (3)                   | 0–0             | Huddersfield Town (2)                | Sheffield                                                 |                                      |
| 13:00 BST                                 |                                           | Informe         |                                      | Hillsborough Stadium · 12,860 espectadors · Darren Bond · |                                      |
|                                           |                                           | Tanda de penals |                                      |                                                           |                                      |
| * Hutchinson - Adeniran - Luongo - Palmer | * Hutchinson - Adeniran - Luongo - Palmer | 2–4             | * Rhodes - Thomas - Sinani - O'Brien | * Rhodes - Thomas - Sinani - O'Brien                      | * Rhodes - Thomas - Sinani - O'Brien |

| 10 agost 2021 | Barrow (4) | 1–0     | Scunthorpe United (4) | Barrow-in-Furness                                     |  |
| 19:45 BST     | Sea 50'    | Informe |                       | Holker Street · 1,320 espectadors · Oliver Langford · |  |

| 10 agost 2021 | Blackburn Rovers (2) | 1–2     | Morecambe (3)                        | Blackburn                                       |  |
| 19:45 BST     | Dolan 22'            | Informe | - Stockton 52' - Phillips 84' (pen.) | Ewood Park · 5,283 espectadors · Steve Martin · |  |

| 10 agost 2021                                      | Bolton Wanderers (3)                               | 0–0             | Barnsley (2)                               | Horwich                                                          |                                            |
| 19:45 BST                                          |                                                    | Informe         |                                            | University of Bolton Stadium · 7,147 espectadors · Ollie Yates · |                                            |
|                                                    |                                                    | Tanda de penals |                                            |                                                                  |                                            |
| Sarcevic · Isgrove · Bakayoko · Kachunga · Sheehan | Sarcevic · Isgrove · Bakayoko · Kachunga · Sheehan | 5–4             | Benson · Kane · Helik · J. Williams · Cole | Benson · Kane · Helik · J. Williams · Cole                       | Benson · Kane · Helik · J. Williams · Cole |

| 10 agost 2021                                       | Derby County (2)                                            | 3–3             | Salford City (4)                    | Derby                                                 |                                  |
| 19:45 BST                                           | - Hutchinson 43' - Kazim-Richards 71' (pen.) - Morrison 82' | Informe         | - Turnbull - Morris 14', 74' (pen.) | Pride Park Stadium · 4,747 espectadors · James Bell · |                                  |
|                                                     |                                                             | Tanda de penals |                                     |                                                       |                                  |
| Shinnie · Kazim-Richards · Brown · Forsyth · Watson | Shinnie · Kazim-Richards · Brown · Forsyth · Watson         | 5–3             | Morris · Burgess · Touray · Lund    | Morris · Burgess · Touray · Lund                      | Morris · Burgess · Touray · Lund |

| 10 agost 2021 | Harrogate Town (4) | w/o | Rochdale (4) | Harrogate       |  |
| 19:45 BST     |                    |     |              | Wetherby Road · |  |

| 10 agost 2021 | Hartlepool United (4) | 0–1     | Crewe Alexandra (3) | Hartlepool                                           |  |
| 19:45 BST     |                       | Informe | Ainley 50'          | Victoria Park · 3,149 espectadors · Thomas Bramall · |  |

| 10 agost 2021                                                           | Hull City (2)                                                           | 1–1             | Wigan Athletic (3)                                                              | Kingston upon Hull                                                              |                                                                                 |
| 19:45 BST                                                               | Lewis-Potter 55'                                                        | Informe         | Humphrys 50'                                                                    | MKM Stadium · 4,139 espectadors · Martin Coy ·                                  |                                                                                 |
|                                                                         |                                                                         | Tanda de penals |                                                                                 |                                                                                 |                                                                                 |
| Eaves · Scott · Wood · Emmanuel · M. Smith · Jarvis · Fleming · Bernard | Eaves · Scott · Wood · Emmanuel · M. Smith · Jarvis · Fleming · Bernard | 7–8             | Keane · Aasgaard · Jo. Jones · Massey · Naylor · Ja. Jones · Robinson · Cousins | Keane · Aasgaard · Jo. Jones · Massey · Naylor · Ja. Jones · Robinson · Cousins | Keane · Aasgaard · Jo. Jones · Massey · Naylor · Ja. Jones · Robinson · Cousins |

| 10 agost 2021 | Mansfield Town (4) | 0–3     | Preston North End (2)                | Mansfield                                     |  |
| 19:45 BST     |                    | Informe | - Sinclair 45+1', 81' - Jakobsen 71' | Field Mill · 2,526 espectadors · Ross Joyce · |  |

| 10 agost 2021                                  | Oldham Athletic (4)                            | 2–2             | Tranmere Rovers (4)                               | Oldham                                             |                                                   |
| 19:45 BST                                      | - Bahamboula 59' - T. Davies 68' (p.p.)        | Informe         | - Foley 40' - Nevitt 51'                          | Boundary Park · 2,684 espectadors · Scott Oldham · |                                                   |
|                                                |                                                | Tanda de penals |                                                   |                                                    |                                                   |
| Hart · Keillor-Dunn · Jameson · Stobbs · Adams | Hart · Keillor-Dunn · Jameson · Stobbs · Adams | 4–3             | Spearing · Glatzel · Morris · Clarke · Dieseruvwe | Spearing · Glatzel · Morris · Clarke · Dieseruvwe  | Spearing · Glatzel · Morris · Clarke · Dieseruvwe |

| 10 agost 2021 | Port Vale (4) | 1–2     | Sunderland (3)                    | Stoke-on-Trent                                |  |
| 19:45 BST     | Proctor 67'   | Informe | - Hawkes 40' - O'Brien 50' (pen.) | Vale Park · 3,267 espectadors · Sam Allison · |  |

| 10 agost 2021 | Rotherham United (3) | 1–2     | Accrington Stanley (3)     | Rotherham                                            |  |
| 19:45 BST     | Sadlier 76'          | Informe | - Charles 38' - Bishop 86' | New York Stadium · 3,131 espectadors · Will Finnie · |  |

| 10 agost 2021 | Sheffield United (2) | 1–0     | Carlisle United (4) | Sheffield                                         |  |
| 19:45 BST     | Brewster 24'         | Informe |                     | Bramall Lane · 6,778 espectadors · James Oldham · |  |

| 10 agost 2021                              | Shrewsbury Town (3)                        | 2–2             | Lincoln City (3)                      | Shrewsbury                                     |                                       |
| 19:45 BST                                  | Udoh 69', 79'                              | Informe         | - Hopper 49' - Bishop 52'             | New Meadow · 2,069 espectadors · Andy Haines · |                                       |
|                                            |                                            | Tanda de penals |                                       |                                                |                                       |
| * Bennett - Nurse - Davis - Vela - Bloxham | * Bennett - Nurse - Davis - Vela - Bloxham | 4–2             | * Scully - Hopper - Sanders - Fiorini | * Scully - Hopper - Sanders - Fiorini          | * Scully - Hopper - Sanders - Fiorini |

| 10 agost 2021 | Stoke City (2)               | 2–1     | Fleetwood Town (3)   | Stoke-on-Trent                                           |  |
| 19:45 BST     | - Surridge 45' - Souttar 77' | Informe | Chester 90+4' (p.p.) | Bet365 Stadium · 4,694 espectadors · Anthony Backhouse · |  |

| 10 agost 2021                                                       | Walsall (4)                                                         | 0–0             | Doncaster Rovers (3)                                               | Walsall                                                            |                                                                    |
| 19:45 BST                                                           |                                                                     | Informe         |                                                                    | Bescot Stadium · 2,384 espectadors · John Busby ·                  |                                                                    |
|                                                                     |                                                                     | Tanda de penals |                                                                    |                                                                    |                                                                    |
| Wilkinson · Phillips · Osadebe · Earing · Kiernan · Ward · Kinsella | Wilkinson · Phillips · Osadebe · Earing · Kiernan · Ward · Kinsella | 3–4             | Gardner · Close · Cukur · E. Williams · Barlow · Anderson · Knoyle | Gardner · Close · Cukur · E. Williams · Barlow · Anderson · Knoyle | Gardner · Close · Cukur · E. Williams · Barlow · Anderson · Knoyle |

| 11 agost 2021 | Blackpool (2)                              | 3–0     | Middlesbrough (2) | Blackpool                                            |  |
| 19:45 BST     | - Connolly 31' - Lavery 77' - Anderson 78' | Informe |                   | Bloomfield Road · 5,836 espectadors · Bobby Madley · |  |

| 11 agost 2021 | Nottingham Forest (2) | 2–1     | Bradford City (4) | West Bridgford                                   |  |
| 19:45 BST     | - Carvalho 39', 41'   | Informe | - Cooke 54'       | City Ground · 9,514 espectadors · Peter Wright · |  |

### Zona sud
| 31 juliol 2021 | Bournemouth (2)                                            | 5–0     | Milton Keynes Dons (3) | Bournemouth                                    |  |
| 15:00 BST      | - Brooks 35', 83' - Solanke 47' - Billing 72' - Saydee 80' | Informe |                        | Dean Court · 5,746 espectadors · Sam Purkiss · |  |

| 10 agost 2021 | Birmingham City (2) | 1–0     | Colchester United (4) | Birmingham                                        |  |
| 19:45 BST     | Oakley 75'          | Informe |                       | St Andrew's · 6,199 espectadors · Declan Bourne · |  |

| 10 agost 2021 | Bristol Rovers (4) | 0–2     | Cheltenham Town (3)     | Bristol                                             |  |
| 19:45 BST     |                    | Informe | - May 58' - Vassell 71' | Memorial Stadium · 2,409 espectadors · Lee Swabey · |  |

| 10 agost 2021               | Cambridge United (3)        | 0–0             | Swindon Town (4)              | Cambridge                                           |                               |
| 19:45 BST                   |                             | Informe         |                               | Abbey Stadium · 1,825 espectadors · Trevor Kettle · |                               |
|                             |                             | Tanda de penals |                               |                                                     |                               |
| Ironside · Smith · Williams | Ironside · Smith · Williams | 3–1             | Payne · McKirdy · Reed · Hunt | Payne · McKirdy · Reed · Hunt                       | Payne · McKirdy · Reed · Hunt |

| 10 agost 2021 | Cardiff City (2)                | 3–2     | Sutton United (4)      | Cardiff                                                 |  |
| 19:45 BST     | - Watkins 44', 50' - Murphy 84' | Informe | - Wilson 4' - Rowe 90' | Cardiff City Stadium · 3,505 espectadors · Josh Smith · |  |

| 10 agost 2021 | Charlton Athletic (3) | 0–1     | AFC Wimbledon (3) | Charlton                                        |  |
| 19:45 BST     |                       | Informe | Osew 26'          | The Valley · 3,372 espectadors · Robert Lewis · |  |

| 10 agost 2021                                                                                          | Crawley Town (4)                                                                                       | 2–2             | Gillingham (3)                                                                            | Crawley                                                                                   |                                                                                           |
| 19:45 BST                                                                                              | - Ashford 55' - Davies 90+7'                                                                           | Informe         | - Sithole 3' - Phillips 90+5'                                                             | Broadfield Stadium · 1,904 espectadors · Paul Howard ·                                    |                                                                                           |
| | | Tanda de penals |                                                                                           |                                                                                           |                                                                                           |
| Francomb · Dallison · Craig · Powell · Nadesan · Hessenthaler · Tilley · Ferry · Davies · Francillette | Francomb · Dallison · Craig · Powell · Nadesan · Hessenthaler · Tilley · Ferry · Davies · Francillette | 9–10            | Lee · Oliver · Lloyd · Phillips · O'Keefe · Tutonda · Maghoma · Sithole · Ehmer · Lintott | Lee · Oliver · Lloyd · Phillips · O'Keefe · Tutonda · Maghoma · Sithole · Ehmer · Lintott | Lee · Oliver · Lloyd · Phillips · O'Keefe · Tutonda · Maghoma · Sithole · Ehmer · Lintott |

| 10 agost 2021                                           | Exeter City (4)                                         | 0–0             | Wycombe Wanderers (3)                                      | Exeter                                                     |                                                            |
| 19:45 BST                                               |                                                         | Informe         |                                                            | St James Park · 2,555 espectadors · David Rock ·           |                                                            |
|                                                         |                                                         | Tanda de penals |                                                            |                                                            |                                                            |
| Sparkes · Sweeney · Seymour · J. Brown · Grounds · Dodd | Sparkes · Sweeney · Seymour · J. Brown · Grounds · Dodd | 3–4             | Vokes · Horgan · Samuel · Mehmeti · Stockdale · Pendlebury | Vokes · Horgan · Samuel · Mehmeti · Stockdale · Pendlebury | Vokes · Horgan · Samuel · Mehmeti · Stockdale · Pendlebury |

| 10 agost 2021                                                | Forest Green Rovers (4)                                      | 2–2             | Bristol City (2)                                               | Nailsworth                                                     |                                                                |
| 19:45 BST                                                    | - Matt 11' - Hendry 90+6'                                    | Informe         | Janneh 39', 67'                                                | The New Lawn · 2,554 espectadors · Darren Drysdale ·           |                                                                |
|                                                              |                                                              | Tanda de penals |                                                                |                                                                |                                                                |
| Matt · Young · Hendry · Adams · Cadden · Stevenson · Sweeney | Matt · Young · Hendry · Adams · Cadden · Stevenson · Sweeney | 6–5             | Palmer · Massengo · Wells · Conway · Bakinson · Janneh · Pring | Palmer · Massengo · Wells · Conway · Bakinson · Janneh · Pring | Palmer · Massengo · Wells · Conway · Bakinson · Janneh · Pring |

| 10 agost 2021 | Ipswich Town (3) | 0–1     | Newport County (4) | Ipswich                                        |  |
| 19:45 BST     |                  | Informe | Abraham 4'         | Portman Road · 6,144 espectadors · Neil Hair · |  |

| 10 agost 2021 | Millwall (2)               | 2–1     | Portsmouth (3)       | Bermondsey                                         |  |
| 19:45 BST     | - Malone 21' - Saville 27' | Informe | Hackett-Fairchild 4' | The Den · 7,915 espectadors · Charles Breakspear · |  |

| 10 agost 2021 | Peterborough United (2) | 0–4     | Plymouth Argyle (3)                           | Peterborough                                          |  |
| 19:45 BST     |                         | Informe | - Hardie 23', 33' - Jephcott 66' - Camará 84' | London Road Stadium · 4,021 espectadors · Ben Toner · |  |

| 10 agost 2021 | Reading (2) | 0–3     | Swansea City (2)                              | Reading                                                 |  |
| 19:45 BST     |             | Informe | - Latibeaudiere 16' - Cabango 60' - Piroe 83' | Madejski Stadium · 4,989 espectadors · Samuel Barrott · |  |

| 10 agost 2021                 | Stevenage (4)                 | 2–2             | Luton Town (2)                   | Stevenage                                          |                                  |
| 19:45 BST                     | - List 2' - Coker 26'         | Informe         | - Jerome 5' - Muskwe 40'         | Broadhall Way · 3,052 espectadors · Andy Woolmer · |                                  |
|                               |                               | Tanda de penals |                                  |                                                    |                                  |
| Lines · James-Wildin · Reeves | Lines · James-Wildin · Reeves | 3–0             | Cornick · Mendes Gomes · Pereira | Cornick · Mendes Gomes · Pereira                   | Cornick · Mendes Gomes · Pereira |

| 11 agost 2021                                | Burton Albion (3)                            | 1–1             | Oxford United (3)                | Burton upon Trent                                       |                                  |
| 19:45 BST                                    | - Mousinho 90+7' (p.p.)                      | Informe         | - Holland 85'                    | Pirelli Stadium · 1,868 espectadors · Seb Stockbridge · |                                  |
|                                              |                                              | Tanda de penals |                                  |                                                         |                                  |
| Akins · Shaughnessy · O'Connor · Blake-Tracy | Akins · Shaughnessy · O'Connor · Blake-Tracy | 2–4             | Sykes · Forde · Agyei · Mousinho | Sykes · Forde · Agyei · Mousinho                        | Sykes · Forde · Agyei · Mousinho |

| 11 agost 2021 | Coventry City (2) | 1–2     | Northampton Town (4) | Coventry                                        |  |
| 19:45 BST     | - Walker 13'      | Informe | - Etete 52', 70'     | Ricoh Arena · 5,284 espectadors · Ben Speedie · |  |

| 11 agost 2021                    | Leyton Orient (4)                | 1–1             | Queens Park Rangers (2)                  | Leyton                                            |                                          |
| 19:45 BST                        | - Drinan 74'                     | Informe         | - Dickie 16'                             | Brisbane Road · 4,071 espectadors · Craig Hicks · |                                          |
|                                  |                                  | Tanda de penals |                                          |                                                   |                                          |
| Drinan · Sotiriou · James · Kemp | Drinan · Sotiriou · James · Kemp | 3–5             | Dykes · Ball · Dozzell · Kelman · Adomah | Dykes · Ball · Dozzell · Kelman · Adomah          | Dykes · Ball · Dozzell · Kelman · Adomah |

## Segona ronda
Un total de 50 clubs juguen a la segona ronda: els 35 guanyadors de la primera ronda, els 2 clubs del Campionat (ruta 2) que no van entrar a la primera ronda, més els 13 clubs de la Premier League que no estan a la competència europea. El sorteig d'aquesta ronda es va dividir geogràficament en seccions “nord” i “sud”. Els equips es van esquivar contra un equip de la mateixa secció. El sorteig d'aquesta ronda es va dur a terme l'11 d'agost del 2021.

### Zona nord
| 24 agost 2021                                              | Oldham Athletic (4)                                        | 0–0             | Accrington Stanley (3)                             | Oldham                                                      |                                                    |
| 19:45 BST                                                  |                                                            | Informe         |                                                    | Boundary Park · 2,362 espectadors · Sebastian Stockbridge · |                                                    |
|                                                            |                                                            | Tanda de penals |                                                    |                                                             |                                                    |
| Hart · Keillor-Dunn · Bahamboula · Whelan · Adams · Luamba | Hart · Keillor-Dunn · Bahamboula · Whelan · Adams · Luamba | 5–4             | Sykes · Charles · Morgan · Savin · Leigh · Butcher | Sykes · Charles · Morgan · Savin · Leigh · Butcher          | Sykes · Charles · Morgan · Savin · Leigh · Butcher |

| 24 agost 2021                                                | Wigan Athletic (3)                                           | 0–0             | Bolton Wanderers (3)                                     | Wigan                                                    |                                                          |
| 19:45 BST                                                    |                                                              | Informe         |                                                          | DW Stadium · 11,660 espectadors · Thomas Bramall ·       |                                                          |
|                                                              |                                                              | Tanda de penals |                                                          |                                                          |                                                          |
| Power · Aasgaard · Jo. Jones · Naylor · Humphrys · Ja. Jones | Power · Aasgaard · Jo. Jones · Naylor · Humphrys · Ja. Jones | 5–4             | Doyle · Sarcevic · Lee · Afolayan · Sheehan · Delfouneso | Doyle · Sarcevic · Lee · Afolayan · Sheehan · Delfouneso | Doyle · Sarcevic · Lee · Afolayan · Sheehan · Delfouneso |

| 24 agost 2021 | Huddersfield Town (2) | 1–2     | Everton (1)                | Huddersfield                                               |  |
| 19:45 BST     | Lees 45'              | Informe | - Iwobi 26' - Townsend 79' | John Smith's Stadium · 10,459 espectadors · Matt Donohue · |  |

| 24 agost 2021 | Sheffield United (2)      | 2–1     | Derby County (2) | Sheffield                                              |  |
| 19:45 BST     | - Freeman 53' - Sharp 76' | Informe | Sibley 44'       | Bramall Lane · 7,973 espectadors · Anthony Backhouse · |  |

| 24 agost 2021 | Stoke City (2)            | 2–0     | Doncaster Rovers (3) | Stoke-on-Trent                                      |  |
| 19:45 BST     | - Ince 38' - Surridge 48' | Informe |                      | bet365 Stadium · 6,193 espectadors · Marc Edwards · |  |

| 24 agost 2021 | Shrewsbury Town (3) | 0–2     | Rochdale (4)                       | Shrewsbury                                                    |  |
| 19:00 BST     |                     | Informe | - Beesley 68' (pen.) - Cashman 75' | Montgomery Waters Meadow · 2,229 espectadors · Scott Oldham · |  |

| 24 agost 2021 | Nottingham Forest (2) | 0–4     | Wolverhampton Wanderers (1)                               | West Bridgford                                   |  |
| 20:00 BST     |                       | Informe | - Saïss 58' - Podence 60' - Trincão 86' - Gibbs-White 88' | City Ground · 10,769 espectadors · Andy Davies · |  |

| 24 agost 2021 | Morecambe (3)                    | 2–4     | Preston North End (2)                                   | Morecambe                                           |  |
| 19:45 BST     | - O' Connor 45+4' - Stockton 61' | Informe | - Riis Jakobsen 7', 33' - Ledson 64' - Van den Berg 79' | Mazuma Stadium · 4,334 espectadors · James Oldham · |  |

| 24 agost 2021 | Blackpool (2)            | 2–3     | Sunderland (3)            | Blackpool                                            |  |
| 19:45 BST     | - Lavery 9' - Bowler 87' | Informe | - O'Brien 12', 57', 90+1' | Bloomfield Road · 5,756 espectadors · Peter Wright · |  |

| 24 agost 2021 | Leeds United (1)                   | 3–0     | Crewe Alexandra (3) | Beeston                                               |  |
| 19:45 BST     | - Phillips 79' - Harrison 85', 90' | Informe |                     | Elland Road · 34,154 espectadors · Benjamin Speedie · |  |

| 24 agost 2021 | Barrow (4) | 0–6     | Aston Villa (1)                                                    | Barrow-in-Furness                                                 |  |
| 19:45 BST     |            | Informe | - Archer 10', 62', 88' - El Ghazi 24' (pen.), 45+2' - Guilbert 75' | Progression Solicitors Stadium · 5,349 espectadors · Martin Coy · |  |

| 25 agost 2021                                                | Newcastle United (1)                                         | 0–0             | Burnley (1)                                 | Newcastle upon Tyne                                     |                                             |
| 19:45 BST                                                    |                                                              | Informe         |                                             | St James' Park · 30,082 espectadors · Oliver Langford · |                                             |
|                                                              |                                                              | Tanda de penals |                                             |                                                         |                                             |
| Saint-Maximin · Willock · Joelinton · S. Longstaff · Almirón | Saint-Maximin · Willock · Joelinton · S. Longstaff · Almirón | 3–4             | Wood · Barnes · McNeil · Brownhill · Taylor | Wood · Barnes · McNeil · Brownhill · Taylor             | Wood · Barnes · McNeil · Brownhill · Taylor |

### Zona sud
| 24 agost 2021 | Brentford (1)                        | 3–1     | Forest Green Rovers (4) | Brentford                                                        |  |
| 19:45 BST     | - Wissa 60' - Mbeumo 75' - Forss 86' | Informe | Aitchison 8'            | Brentford Community Stadium · 12,137 espectadors · Will Finnie · |  |

| 24 agost 2021 | Millwall (2)                      | 3–1     | Cambridge United (3) | Bermondsey                                |  |
| 19:45 BST     | - M. Wallace 39', 42' - Smith 54' | Informe | - Williams 33'       | The Den · 4,005 espectadors · Neil Hair · |  |

| 24 agost 2021 | Norwich City (1)                                             | 6–0     | Bournemouth (2) | Norwich                                                 |  |
| 19:00 BST     | - Tzolis 12', 66' - McLean 26' - Rupp 33' - Sargent 49', 75' | Informe |                 | Carrow Road · 20,090 espectadors · Charles Breakspear · |  |

| 24 agost 2021 | Cardiff City (2) | 0–2     | Brighton & Hove Albion (1) | Cardiff                                                 |  |
| 19:45 BST     |                  | Informe | - Moder 9' - Zeqiri 55'    | Cardiff City Stadium · 6,013 espectadors · James Bell · |  |

| 24 agost 2021 | Birmingham City (2) | 0–2     | Fulham (2)                        | Bordesley                                          |  |
| 19:45 BST     |                     | Informe | - Stansfield 26' - Robinson 90+2' | St Andrew's · 4,783 espectadors · Samuel Barrott · |  |

| 24 agost 2021                             | Gillingham (3)                            | 1–1             | Cheltenham Town (3)                       | Gillingham                                                  |                                           |
| 19:45 BST                                 | Oliver 20'                                | Informe         | May 24'                                   | MEMS Priestfield Stadium · 2,151 espectadors · David Rock · |                                           |
|                                           |                                           | Tanda de penals |                                           |                                                             |                                           |
| Lee · O'Keefe · Lloyd · Carayol · Adshead | Lee · O'Keefe · Lloyd · Carayol · Adshead | 4–5             | Thomas · Wright · Lloyd · Tozer · Chapman | Thomas · Wright · Lloyd · Tozer · Chapman                   | Thomas · Wright · Lloyd · Tozer · Chapman |

| 24 agost 2021 | Queens Park Rangers (2)                     | 2–0     | Oxford United (3) | White City                                                        |  |
| 19:45 BST     | - Dickie 26' - Chambers-Parillon 40' (p.p.) | Informe |                   | Kiyan Prince Foundation Stadium · 8,154 espectadors · Tom Nield · |  |

| 24 agost 2021 | Swansea City (2)                            | 4–1     | Plymouth Argyle (3) | Swansea                                                   |  |
| 19:00 BST     | - Williams 29' - M. Whittaker 79', 86', 90' | Informe | Shirley 63'         | Swansea.com Stadium · 7,491 espectadors · Robert Madley · |  |

| 24 agost 2021                          | Stevenage (4)                          | 2–2             | Wycombe Wanderers (3)                              | Stevenage                                           |                                                    |
| 19:45 BST                              | - List 50' - Reid 77'                  | Informe         | - Akinfenwa 23' - De Barr 90+4'                    | Lamex Stadium · 1,934 espectadors · Declan Bourne · |                                                    |
|                                        |                                        | Tanda de penals |                                                    |                                                     |                                                    |
| Norris · James-Wildin · Reeves · Coker | Norris · James-Wildin · Reeves · Coker | 3–5             | Jacobson · Horgan · Pendlebury · Mehmeti · De Barr | Jacobson · Horgan · Pendlebury · Mehmeti · De Barr  | Jacobson · Horgan · Pendlebury · Mehmeti · De Barr |

| 24 agost 2021 | Northampton Town (4) | 0–1     | AFC Wimbledon (3) | Northampton                                          |  |
| 19:45 BST     |                      | Informe | Hartigan 90+4'    | Sixfields Stadium · 3,257 espectadors · Ross Joyce · |  |

| 24 agost 2021 | Watford (1)  | 1–0     | Crystal Palace (1) | Watford                                            |  |
| 19:45 BST     | Fletcher 86' | Informe |                    | Vicarage Road · 9,011 espectadors · Tim Robinson · |  |

| 25 agost 2021 | West Bromwich Albion (2) | 0–6     | Arsenal (1)                                                        | West Bromwich                                     |  |
| 20:00 BST     |                          | Informe | - Aubameyang 17', 45', 62' - Pépé 45+1' - Saka 50' - Lacazette 80' | The Hawthorns · 17,016 espectadors · David Webb · |  |

| 25 agost 2021 | Newport County (4) | 0–8     | Southampton (1)                                                                             | Newport                                               |  |
| 19:45 BST     |                    | Informe | - Broja 9', 57' - Tella 25' - Walker-Peters 44' - Elyounoussi 48', 55', 90+1' - Redmond 69' | Rodney Parade · 7,002 espectadors · Darren Drysdale · |  |

## Tercera ronda
Un total de 32 equips van jugar en aquesta ronda Chelsea, Leicester City, Liverpool, Manchester City, Manchester United, Tottenham Hotspur i West Ham United ingressen en aquesta ronda a causa de la seva participació a la Lliga de Campions de la UEFA, la Lliga Europa de la UEFA i la Lliga Europa Conferència de la UEFA respectivament. El sorteig es va fer el 25 d'agost del 2021 després de la conclusió de l'eliminatòria de la segona ronda entre West Bromwich Albion vs. Arsenal. Aquesta ronda no s´estendrà a les seccions nord i sud com les rondes anteriors. Les eliminatòries es van jugar durant la setmana del 20 de setembre de 2021.
| 21 setembre 2021 | Burnley (1)                    | 4–1     | Rochdale (4)  | Burnley                                            |  |
| 19:45 BST        | - Rodriguez 50', 60', 62', 76' | Informe | - Beesley 47' | Turf Moor · 9,125 espectadors · Geoff Eltringham · |  |

| 21 setembre 2021                                                                         | Fulham (2)                                                                               | 0–0             | Leeds United (1)                                                               | Fulham                                                                         |                                                                                |
| 19:45 BST                                                                                |                                                                                          | Informe         |                                                                                | Craven Cottage · 11,299 espectadors · Tim Robinson ·                           |                                                                                |
|                                                                                          |                                                                                          | Tanda de penals |                                                                                |                                                                                |                                                                                |
| * Onomah - Cavaleiro - Kebano - Bryan - Hector - Mawson - Decordova-Reid - Rodrigo Muniz | * Onomah - Cavaleiro - Kebano - Bryan - Hector - Mawson - Decordova-Reid - Rodrigo Muniz | 5–6             | * Rodrigo - James - Phillips - Dallas - Forshaw - Firpo - Gelhardt - McKinstry | * Rodrigo - James - Phillips - Dallas - Forshaw - Firpo - Gelhardt - McKinstry | * Rodrigo - James - Phillips - Dallas - Forshaw - Firpo - Gelhardt - McKinstry |

| 21 setembre 2021 | Manchester City (1)                                                       | 6–1     | Wycombe Wanderers (3) | Manchester                                           |  |
| 19:45 BST        | - De Bruyne 29' - Mahrez 43', 83' - Foden 45+1' - Torres 71' - Palmer 88' | Informe | - Hanlan 22'          | Etihad Stadium · 30,959 espectadors · Robert Jones · |  |

| 21 setembre 2021 | Norwich City (1) | 0–3     | Liverpool (1)                  | Norwich                                             |  |
| 19:45 BST        |                  | Informe | - Minamino 4', 80' - Origi 50' | Carrow Road · 26,353 espectadors · Darren England · |  |

| 21 setembre 2021 | Preston North End (2)                                           | 4–1     | Cheltenham Town (3) | Preston                                          |  |
| 19:45 BST        | - Hughes 25' - Rafferty 37' - Maguire 82' - Riis Jakobsen 90+3' | Informe | - Vassell 56'       | Deepdale · 6,561 espectadors · Dean Whitestone · |  |

| 21 setembre 2021                                                          | Queens Park Rangers (2)                                                   | 2–2             | Everton (1)                                                                | White City                                                                 |                                                                            |
| 19:45 BST                                                                 | - Austin 18', 34'                                                         | Informe         | - Digne 30' - Townsend 47'                                                 | Kiyan Prince Foundation Stadium · 12,888 espectadors · Kevin Friend ·      |                                                                            |
|                                                                           |                                                                           | Tanda de penals |                                                                            |                                                                            |                                                                            |
| * Austin - Ball - Barbet - Willock - Adomah - Duke-McKenna - Amos - Dunne | * Austin - Ball - Barbet - Willock - Adomah - Duke-McKenna - Amos - Dunne | 8–7             | * Holgate - Keane - Townsend - Gray - Gordon - Doucouré - Godfrey - Davies | * Holgate - Keane - Townsend - Gray - Gordon - Doucouré - Godfrey - Davies | * Holgate - Keane - Townsend - Gray - Gordon - Doucouré - Godfrey - Davies |

| 21 setembre 2021                         | Sheffield United (2)                     | 2–2             | Southampton (1)                                | Sheffield                                        |                                                |
| 19:45 BST                                | - Stevens 8' - McBurnie 66'              | Informe         | - Diallo 23' - Salisu 53'                      | Bramall Lane · 8,934 espectadors · John Brooks · |                                                |
|                                          |                                          | Tanda de penals |                                                |                                                  |                                                |
| * Norwood - Brewster - Osborn - McBurnie | * Norwood - Brewster - Osborn - McBurnie | 2–4             | * Ward-Prowse - Adams - Broja - Diallo - Romeu | * Ward-Prowse - Adams - Broja - Diallo - Romeu   | * Ward-Prowse - Adams - Broja - Diallo - Romeu |

| 21 setembre 2021 | Watford (1)    | 1–3     | Stoke City (2)                        | Watford                                               |  |
| 19:45 BST        | - Fletcher 61' | Informe | - Powell 25' - Clucas 80' - Tymon 85' | Vicarage Road · 8,421 espectadors · Tony Harrington · |  |

| 21 setembre 2021 | Wigan Athletic (3) | 0–2     | Sunderland (3)               | Wigan                                            |  |
| 19:45 BST        |                    | Informe | - Broadhead 26' - O'Nien 54' | DW Stadium · 6,511 espectadors · Leigh Doughty · |  |

| 21 setembre 2021 | Brentford (1)                                                         | 7–0     | Oldham Athletic (4) | Brentford                                                         |  |
| 19:45 BST        | - Forss 3' (pen.), 16', 44', 60' - Wissa 38', 87' - Diarra 43' (p.p.) | Informe |                     | Brentford Community Stadium · 12,819 espectadors · Simon Hooper · |  |

| 22 setembre 2021 | Brighton & Hove Albion (1) | 2–0     | Swansea City (2) | Brighton                                                 |  |
| 19:30 BST        | - Connolly 33', 38'        | Informe |                  | Falmer Stadium · 8,838 espectadors · Michael Salisbury · |  |

| 22 setembre 2021 | Arsenal (1)                                           | 3–0     | AFC Wimbledon (3) | Holloway                                                 |  |
| 19:45 BST        | - Lacazette 11' (pen.) - Smith Rowe 77' - Nketiah 80' | Informe |                   | Emirates Stadium · 56,276 espectadors · Jarred Gillett · |  |

| 22 setembre 2021                              | Chelsea (1)                                   | 1–1             | Aston Villa (1)                                   | Fulham                                                |                                                   |
| 19:45 BST                                     | - Werner 54'                                  | Informe         | - Archer 64'                                      | Stamford Bridge · 35,892 espectadors · Graham Scott · |                                                   |
|                                               |                                               | Tanda de penals |                                                   |                                                       |                                                   |
| * Lukaku - Mount - Barkley - Chilwell - James | * Lukaku - Mount - Barkley - Chilwell - James | 4–3             | * El Ghazi - A. Young - Nakamba - Konsa - Buendía | * El Ghazi - A. Young - Nakamba - Konsa - Buendía     | * El Ghazi - A. Young - Nakamba - Konsa - Buendía |

| 22 setembre 2021 | Manchester United (1) | 0–1     | West Ham United (1) | Manchester                                          |  |
| 19:45 BST        |                       | Informe | - Lanzini 9'        | Old Trafford · 72,568 espectadors · Jonathan Moss · |  |

| 22 setembre 2021 | Millwall (2) | 0–2     | Leicester City (1)            | Bermondsey                                  |  |
| 19:45 BST        |              | Informe | - Lookman 50' - Iheanacho 88' | The Den · 9,985 espectadors · Andy Madley · |  |

| 22 setembre 2021                                | Wolverhampton Wanderers (1)                     | 2–2             | Tottenham Hotspur (1)              | Wolverhampton                                          |                                    |
| 19:45 BST                                       | - Dendoncker 38' - Podence 58'                  | Informe         | - Ndombele 14' - Kane 23'          | Molineux Stadium · 28,798 espectadors · Peter Bankes · |                                    |
|                                                 |                                                 | Tanda de penals |                                    |                                                        |                                    |
| * Hwang - Moutinho - Neves - Dendoncker - Coady | * Hwang - Moutinho - Neves - Dendoncker - Coady | 2–3             | * Kane - Reguilón - Gil - Højbjerg | * Kane - Reguilón - Gil - Højbjerg                     | * Kane - Reguilón - Gil - Højbjerg |

## Fase final
Un total de 16 equips jugaran en aquesta ronda. Les eliminatòries es jugaran durant la setmana que comença el 25 d'octubre de 2021, el sorteig es va realitzar en culminar la Tercera ronda.

### Vuitens de final
En aquesta ronda van jugar un total de 16 equips. Els partits es van jugar durant la setmana que del 25 d'octubre de 2021. El Sunderland de la League One va ser l'únic equip de la tercera divisió o inferior a l'esquerra de la competició.
| 26 octubre 2021                                   | Chelsea (1)                                       | 1–1             | Southampton (1)                                  | Fulham                                                |                                                  |
| 19:45 BST                                         | - Havertz 44'                                     | Informe         | - Adams 47'                                      | Stamford Bridge · 39,766 espectadors · Kevin Friend · |                                                  |
|                                                   |                                                   | Tanda de penals |                                                  |                                                       |                                                  |
| * Alonso - Mount - Hudson-Odoi - Chilwell - James | * Alonso - Mount - Hudson-Odoi - Chilwell - James | 4–3             | * Armstrong - Walcott - Long - Smallbone - Romeu | * Armstrong - Walcott - Long - Smallbone - Romeu      | * Armstrong - Walcott - Long - Smallbone - Romeu |

| 26 octubre 2021 | Arsenal (1)                  | 2–0     | Leeds United (1) | Holloway                                                 |  |
| 19:45 BST       | - Chambers 55' - Nketiah 69' | Informe |                  | Emirates Stadium · 59,126 espectadors · Andre Marriner · |  |

| 26 octubre 2021                   | Queens Park Rangers (2)           | 0–0             | Sunderland (3)                  | Shepherd's Bush                                                       |                                 |
| 19:45 BST                         |                                   | Informe         |                                 | Kiyan Prince Foundation Stadium · 15,372 espectadors · Keith Stroud · |                                 |
|                                   |                                   | Tanda de penals |                                 |                                                                       |                                 |
| * Austin - Chair - Dykes - Barbet | * Austin - Chair - Dykes - Barbet | 1–3             | * McGeady - Stewart - Pritchard | * McGeady - Stewart - Pritchard                                       | * McGeady - Stewart - Pritchard |

| 27 octubre 2021 | Stoke City (2) | 1–2     | Brentford (1)           | Stoke-on-Trent                                           |  |
| 19:45 BST       | - Sawyers 57'  | Informe | - Canós 22' - Toney 40' | Bet365 Stadium · 9,584 espectadors · Michael Salisbury · |  |

| 27 octubre 2021                                 | West Ham United (1)                             | 0–0             | Manchester City (1)                          | Stratford                                             |                                              |
| 19:45 BST                                       |                                                 | Informe         |                                              | London Stadium · 60,000 espectadors · Jonathan Moss · |                                              |
|                                                 |                                                 | Tanda de penals |                                              |                                                       |                                              |
| * Noble - Bowen - Dawson - Cresswell - Benrahma | * Noble - Bowen - Dawson - Cresswell - Benrahma | 5–3             | * Foden - Cancelo - Gabriel Jesus - Grealish | * Foden - Cancelo - Gabriel Jesus - Grealish          | * Foden - Cancelo - Gabriel Jesus - Grealish |

| 27 octubre 2021                      | Leicester City (1)                   | 2–2             | Brighton & Hove Albion (1)             | Leicester                                                  |                                        |
| 19:45 BST                            | - Barnes 6' - Lookman 45+5'          | Informe         | - Webster 45+3' - Mwepu 71'            | King Power Stadium · 21,163 espectadors · Jarred Gillett · |                                        |
|                                      |                                      | Tanda de penals |                                        |                                                            |                                        |
| * Maddison - Barnes - Daka - Pereira | * Maddison - Barnes - Daka - Pereira | 4–2             | * Groß - Maupay - Mac Allister - Mwepu | * Groß - Maupay - Mac Allister - Mwepu                     | * Groß - Maupay - Mac Allister - Mwepu |

| 27 octubre 2021 | Burnley (1) | 0–1     | Tottenham Hotspur (1) | Burnley                                         |  |
| 19:45 BST       |             | Informe | - Lucas 68'           | Turf Moor · 14,637 espectadors · Peter Bankes · |  |

| 27 octubre 2021 | Preston North End (2) | 0–2     | Liverpool (1)              | Preston                                       |  |
| 19:45 BST       |                       | Informe | - Minamino 62' - Origi 84' | Deepdale · 22,131 espectadors · David Coote · |  |

### Quarts de final
Un total de 8 equips van jugar aquesta fase, que es va disputar el 21 i 22 de desembre del 2021. Només el Sunderland, pertanyent a la League One, romania com l'únic club que no era de la Premier League, però va donar la sorpresa quedant en aquesta instància.
| 21 desembre 2021 | Arsenal (1)                                       | 5–1     | Sunderland (3)  | Holloway                                               |  |
| 19:45 GMT        | - Nketiah 17', 49', 58' - Pépé 27' - Patino 90+1' | Informe | - Broadhead 31' | Emirates Stadium · 59,027 espectadors · Robert Jones · |  |

| 22 desembre 2021 | Brentford (1) | 0–2     | Chelsea (1)                                | Brentford                                                           |  |
| 19:45 GMT        |               | Informe | - Jansson 80' (p.p.) - Jorginho 85' (pen.) | Brentford Community Stadium · 16,577 espectadors · Andre Marriner · |  |

| 22 desembre 2021                                                  | Liverpool (1)                                                     | 3–3 (5-4 pen.)  | Leicester City (1)                                                  | Liverpool                                                           |                                                                     |
| 19:45 GMT                                                         | - Oxlade-Chamberlain 19' - Jota 68' - Minamino 90+5'              | Informe         | - Vardy 9', 13' - Maddison 33'                                      | Anfield · 52,020 espectadors · Andrew Madley ·                      |                                                                     |
|                                                                   |                                                                   | Tanda de penals |                                                                     |                                                                     |                                                                     |
| * Milner - Firmino - Oxlade-Chamberlain - Keïta - Minamino - Jota | * Milner - Firmino - Oxlade-Chamberlain - Keïta - Minamino - Jota | 5–4             | * Tielemans - Maddison - Albrighton - Thomas - Iheanacho - Bertrand | * Tielemans - Maddison - Albrighton - Thomas - Iheanacho - Bertrand | * Tielemans - Maddison - Albrighton - Thomas - Iheanacho - Bertrand |

| 22 desembre 2021 | Tottenham Hotspur (1)      | 2–1     | West Ham United (1) | Tottenham                                                         |  |
| 19:45 GMT        | - Bergwijn 29' - Lucas 34' | Informe | - Bowen 32'         | Tottenham Hotspur Stadium · 40,031 espectadors · Chris Kavanagh · |  |

### Semifinals
Aquesta va ser l'única clau de la competició que es va jugar a partits d'anada i tornada. Tots els participants són provinents de la Premier League. Aquesta clau estava prevista per jugar-se entre el 5 i el 13 de gener del 2022, però la clau d'anada de la semifinal entre Arsenal i Liverpool va ser posposada per al 20 de gener del 2022, per un brot de COVID-19 entre jugadors i cos tècnic del club de Merseyside, sent això confirmat per l'EFL el 4 de gener.
| Chelsea (1)                      | 2–0     | Tottenham Hotspur (1) |
| -------------------------------- | ------- | --------------------- |
| * Havertz 5' - Davies 34' (p.p.) | Informe |                       |

| Tottenham Hotspur (1) | 0–1     | Chelsea (1)   |
| --------------------- | ------- | ------------- |
|                       | Informe | * Rüdiger 18' |

Chelsea va guanyar 3–0 en el global.
| Liverpool (1) | 0–0     | Arsenal (1) |
| ------------- | ------- | ----------- |
|               | Informe |             |

| Arsenal (1) | 0–2     | Liverpool (1)   |
| ----------- | ------- | --------------- |
|             | Informe | * Jota 19', 77' |

Liverpool va guanyar 2–0 en el global.

## Final
La final es va disputar el diumenge 27 de febrer de 2022 a Wembley.
| Chelsea | 0–0 (pr.) | Liverpool |
| --- | --------- | --- |
| | Informe   | |
| Tanda de penals |           | |
| * Alonso - Lukaku - Havertz - James - Jorginho - Rüdiger - Kanté - Werner - Thiago Silva - Chalobah - Arrizabalaga | 10–11     | * Milner - Fabinho - Van Dijk - Alexander-Arnold - Salah - Jota - Origi - Robertson - Elliott - Konaté - Kelleher |

| Chelsea | Liverpool |